# Siegfried Michalk
Siegfried Michalk (obersorbisch Frido Michałk; * 6. Oktober 1927 in Rachlau bei Bautzen; † 6. Juni 1992 in Bautzen) war ein sorbischer Slawist und Sorabist. Er war einer der maßgeblichen Mitarbeiter bei der Erstellung des Sorbischen Sprachatlas.

## Leben und Wirken

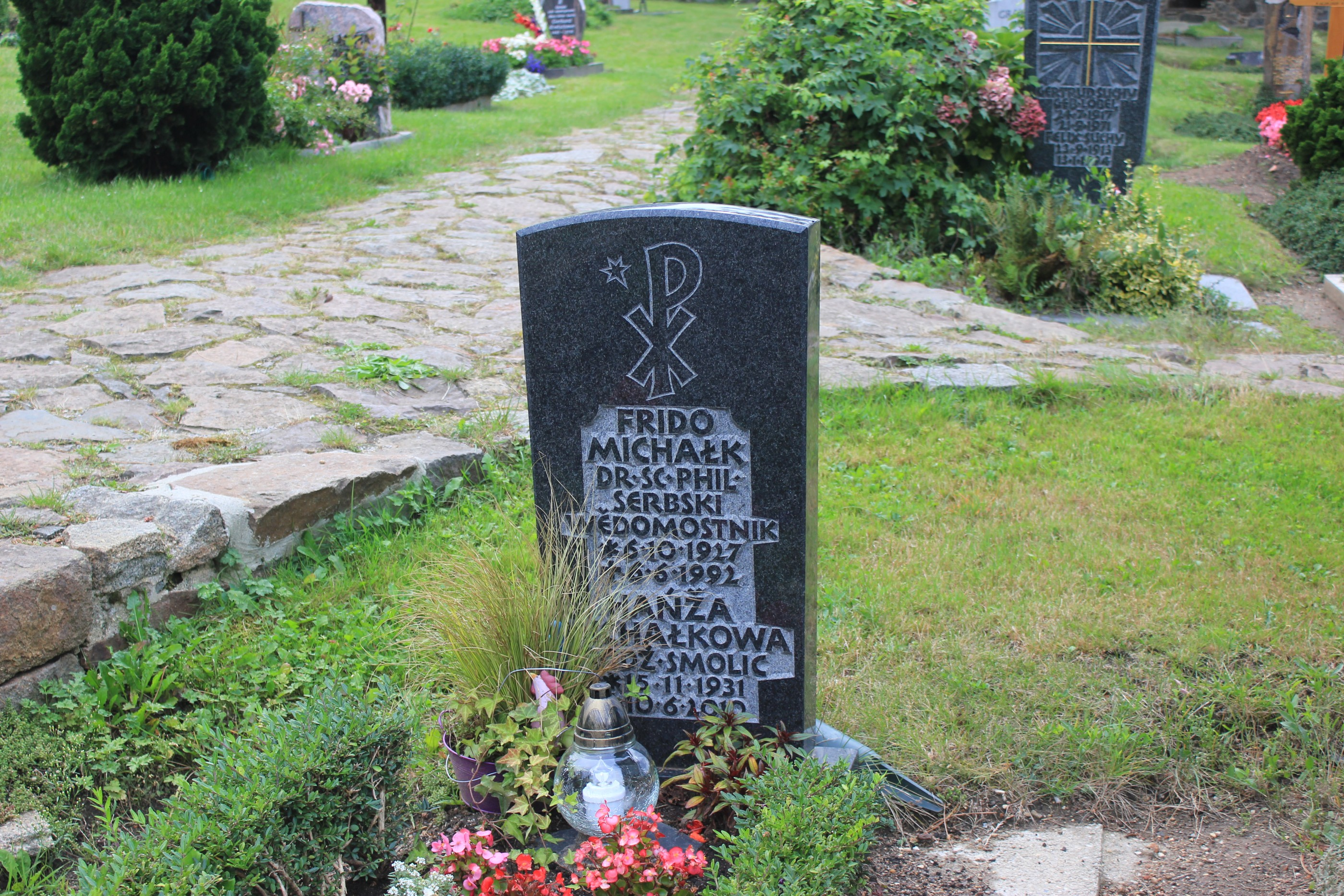
Grab von Frido Michałk auf dem Bautzener Nikolaifriedhof

Nach seinem Studium war er am Sorbischen Institut der Karl-Marx-Universität Leipzig tätig und wurde später wissenschaftlicher Mitarbeiter in der Abteilung Sprachwissenschaft des Instituts für sorbische Volksforschung der Akademie der Wissenschaften der DDR in Bautzen.
Neben der Arbeit am Sorbischen Sprachatlas stammen von ihm und seinem Kollegen Helmut Faßke eine Vielzahl von Veröffentlichungen zu bestimmten Dialekten und Mundarten der Sorbischen Sprache, beispielsweise des Neustädter Dialekts. Des Weiteren war er an der Bearbeitung deutsch-sorbischer Wörterbücher und sorbischer Grammatiken beteiligt.
Siegfried Michalk starb im Juni 1992 in Bautzen und wurde auf dem dortigen Nikolaifriedhof beerdigt.
Seine Tochter, die Slawistin Sonja Wölke (* 1956), war ebenfalls am Sorbischen Institut in Bautzen tätig und dort Leiterin der Abteilung Sprachwissenschaft.